# Tulsidas
Gosvāmī Tulsīdās o Tulasī Dāsa o Tulsidas (1532-1623) (en Devanāgarī: तुलसीदास) fue un poeta, filósofo, compositor y autor del Ramacharitamanasa, un poema épico dedicado al dios hindú Rāma.
Tulsidas pasó la mayor parte de su vida en la ciudad de Varanasi y Ayodhya. El Tulsi Ghat en el río Ganges en Varanasi lleva su nombre. Fundó el Templo de Sankatmochan dedicado al Señor Hanuman en Varanasi, se creía que estaba en el lugar donde vio a la deidad. Tulsidas comenzó las obras de teatro Ramlila, una adaptación de teatro popular del Ramayana.
Ha sido aclamado como uno de los más grandes poetas de la Hindi, la india y la literatura mundial. El impacto de Tulsidas y sus obras en el arte, la cultura y la sociedad de la India está muy extendido y se ve hasta la fecha en la lengua vernácula, obras de Ramlila, música clásica hindusta, música popular y series de televisión.

## Biografía
Tulsidasji nació en el Shraavan Shukla Saptami, Vikrami Samvat en Rajapur, Uttar Pradesh  en la actual India, durante el reinado de Humayun.

### Encarnación de Valmiki
Tulsidas es visto como una encarnación de Valmiki. En Bhavishyottar Purana, Lord Shiva dice a Mata Parvati cómo Maharshi Valmiki consiguió la ayuda de Lord Hanumaan para cantar ShriRaamKathaa en el idioma vernacular en Kaliyuga. Esta profecía de Lord Shiva se materializó en el Shraavan Shukla Saptami, Vikrami Samvat 1554, cuando Maharshi Valmiki nació como Tulsidas:

वाल्मीकिस्तुलसीदासः कलौ देवि भविष्यति 
रामचन्द्रकथामेतां भाषाबद्धां करिष्यति
Bhavishyottar Purana, Pratisarga Parva, 4.20

Nabhadas, un contemporáneo de Tulsidas y un gran devoto, también describe a Tulsidas como una encarnación de Valmiki en su obra Bhaktmaal.
Incluso la secta Ramanandi (a la que Tulsidas pertenecía) creía firmemente que era el mismo Valmiki quien se había encarnado como Tulsidas en esta Kaliyuga.

## Carrera literaria

### Rāmacharitamānasa
Ramacharitamanasa, un poema épico consagrado a Rāma, fue la versión en awadhi del Rāmāyana de Valmiki. Además del awadhi, se encuentran otras lenguas en el poema, tales como "Bhojpuri", " Brijbhasa" y "el idioma local del pueblo de Chitrakut". Como muchas traducciones del Rāmāyana original en sánscrito, es leído y venerado con gran reverencias en muchas casas hindúes en India. Es un libro que contiene coplas en forma de verso denominadas chaupai.
Es denominado Tulsi-krita Ramayana y es muy conocido entre hablantes de hindi hindúes en India. Muchos de sus versos son proverbios populares en esa región. Las frases de Tulsidas han pasado al habla común y son usados por millones de hablantes de hindi (e incluso por hablantes de urdu sin que los hablantes sean conscientes de su origen). Sus dichos no son solo proverbios: en realidad, su doctrina forma una fuerte influencia religiosa en el Hinduismo actual; y, si bien no fundó ninguna escuela y nunca fue conocido como gurú o maestro, es aceptado en muchas partes como un poeta y un santo, un guía inspirado y autorizado en religión y la conducción de la vida.
Tulsidas se declaró a sí mismo como seguidor del maestro Narhari Das, de quien leyó en su juventud por primera vez el relato de las explotaciones de Rāma que formarían el tema del Rāmacaritamānasa. Narhari Das fue el sexto en ascendencia espiritual de Ramananda, un fundador del Vishnuísmo en el norte de India, quien es también conocido por sus famosos poemas.

### Otras obras
Además de Rāmacaritamānasa, Tulsidas es el autor de cinco largos y seis cortos trabajos, la mayoría de las cuales tratan sobre el tema de Rāma, sus obras y devoción:
1. el Dohavali, consiste en 573 dohas y versos sortha misceláneos;
2. el Kabitta Ramayan o Kavitavali,
3. el Gitavali;
4. el Krishnavali o Krishna gitavali, una colección de 61 canciones en honor de Krishna, en el dialecto Kanauji de Hindi: la autenticidad de este es dudosa;
5. el Vinaya Patrika o Libro de peticiones, una serie de himnos y oraciones, de los cuales los primeros 43 están dirigidos a los dioses menores y el resto (n.º 44-279) al mismo Rāma.

Sus obras menores incluyen Baravai Ramayana, Janaki Mangal, Ramalala Nahachhu, Ramajna Prashna, Parvati Mangal, Krishna Gitavali, Hanuman Bahuka, Sankata Mochana y Vairagya Sandipini De las pequeñas composiciones, la más interesante es Vairagya Sandipani, un poema que describe la naturaleza y grandeza de un hombre santo y la paz verdadera que alcanza.
La obra literaria más famosa y leída de Tulsidas, fuera del Ramayana, es el Hanuman Chalisa, un poema dedicado a Hánuman que muchos hindúes recitan hoy en día como una oración.